# 奥格拉拉-拉科塔县 (南达科他州)
奧格拉拉-拉科塔縣（英語：Oglala Lakota County）是美国南达科他州西南部的一個郡，南鄰內布拉斯加州，面積5,430平方公里。根据2020年美國人口普查，共有人口13,672人。本縣無縣治，行政中心位於福爾里弗縣的溫泉城 （Hot Springs）；最大聚居地則為松嶺（Pine Ridge）。該縣政府成立於1875年1月11日，縣名紀念奧格拉拉-拉科塔人，是拉科塔族的一個分支；縣內許多居民皆為此族成員。
本縣為一禁酒的縣。